# Arcibaldo (Rat-Man)
Arcibaldo è un personaggio dei fumetti creato da Leo Ortolani per la serie di Rat-Man. È il fedele maggiordomo di Rat-Man (o meglio, del suo alter ego milionario), nonché l'unico a conoscerne la vera identità.

## Genesi del personaggio
Arcibaldo nasce come parodia di Alfred, il maggiordomo di Batman, cominciando come personaggio secondario e acquisendo maggiore importanza nel corso della saga.
Secondo le intenzioni originali dell'autore il personaggio avrebbe dovuto essere più vecchio e si sarebbe dovuto chiamare James.

## Biografia del personaggio

Arcibaldo nella serie animata Rat-Man

Dietro al suo essere ligio al dovere si nasconde un uomo che non perde occasione per punzecchiare il capo con freddure e battute.
Nonostante questo, sopporta con enorme pazienza l'insopportabile padrone, e questo grazie ad anni di meditazione in un monastero in Tibet: solo grazie ad enorme concentrazione è capace di sopportare e servire fedelmente Rat-Man. Questi lo chiama spesso Arci.
Quando Rat-Man si faceva ancora chiamare MarvelMouse e viveva insieme al Pipistrello nel suo palazzo, Arcibaldo era il maggiordomo di un ricco, anziano ed infermo nobiluomo, che continuò a servire fino al giorno della sua morte, continuando incessantemente a portargli da mangiare e da bere, nonché a tenerlo informato degli accadimenti del mondo anche dopo il suo trapasso, diventando edotto della sua morte (come una gag, o a causa di uno stato di shock) solo dopo l'intervento del coroner, chiamato a portare via il corpo. Arcibaldo, rimasto solo al mondo e senza una ragione d'essere, vagò a lungo per la Città Senza Nome, sino ad incontrare Deboroh/Rat-Man, ora anch'egli solo ed erede dei beni del Pipistrello, tra cui la sua ricca casa, ma senza servitù. Rat-Man decise di prendere con sé Arcibaldo.
Arcibaldo è il classico prototipo del perfetto servitore; silenzioso, riservato, dignitoso e competente. Decide, pur non potendo più essere pagato, di seguire Rat-Man nel bilocale affittato dopo che l'azienda di questi, la Fuffa Corporation, fallisce. A volte dimostra di essere affezionato a Rat-Man, ma lo abbandona sdegnato dopo che il suo alter-ego inizia la produzione di un cartone animato sul supereroe portandolo ad un inevitabile travalicamento commerciale del personaggio, per poi tornare al suo fianco.

## Altre versioni
Arcibaldo compare nei panni di Aldo Uan Kebaldo (equivalente di Obi-Wan Kenobi) negli albi Star Rats e Star Rats - Episodio I, parodie dei film di Guerre stellari.